# Elaphoglossum lanceiforme
Elaphoglossum lanceiforme är en träjonväxtart som beskrevs av John T. Mickel. Elaphoglossum lanceiforme ingår i släktet Elaphoglossum och familjen Dryopteridaceae. Inga underarter finns listade.